# Rudolf Eckert (Autor)
Rudolf Eckert (* 12. Mai 1859 in Ohlau; † 29. Juni 1913 in Hildesheim) war ein deutscher Journalist, Historiker und Dichter.

## Leben
Als Sohn eines Kaufmanns geboren, studierte Eckert nach dem Besuch des Gymnasiums in Ohlau Volkswirtschaft und Staatswissenschaften in Breslau. Während seines Studiums wurde er 1879 Mitglied der Burschenschaft Arminia Breslau.
Er wurde Redakteur beim Bromberger Tageblatt und war von 1885 bis 1893 Chefredakteur der Neumärkischen Zeitung in Landsberg a./Warthe. Er war Mitgründer des Vereins für Geschichte der Neumark (VdGN), dem er als Vorstandsmitglied und Sekretär angehörte. Er brachte 1891 die erste Ausgabe der Mitteilungen des VdGN heraus.
Er war Chefredakteur in Neumünster, bevor er 1901 in Heide in Holstein einen Buchhandel mit Buchdruckerei eröffnete. 1903 zog er nach Hildesheim, wo ihm die Buchdruckerei im Goldenen Turm gehörte. Er verfasste mehrere historische Werke und war als Operetten-Librettist tätig. 1913 erhängte er sich in Hildesheim.

## Veröffentlichungen (Auswahl)
- Studio oben auf! Operette in 3 Akten. Landsberg a.W. um 1888.
- Bis zum Beginn der Hohenzollern-Herrschaft in der Neumark (1455). Landsberg a. W. 1890.
- Geschichte von Landsberg a. Warthe Stadt und Kreis. 2 Bände, Landsberg a. W. 1890.
- Die Landsberger Stadtschreiber-Chronik. (=Schriften des Vereins für Geschichte der Neumark. Heft 1) Landsberg a. W. 1893.